# Jörg Wolle
Jörg Wolle (* 19. April 1957 in Plauen; heimatberechtigt in Herrliberg) ist ein Schweizer Manager. Er ist Verwaltungsratspräsident (VR-P) beim Logistikunternehmen Kühne + Nagel und beim  Maschinenbauunternehmen Klingelnberg. Beim Singapurer Rohstoffunternehmen Olam sitzt er im Verwaltungsrat.
Zwischen 2000 und 2017 war er CEO und zwischen 2017 und 2019 Verwaltungsratspräsident beim Handels- und Dienstleistungsunternehmen DKSH.
Gemäss der Tageszeitung Die Welt gehört Jörg Wolle zu den "führenden Wirtschaftslenkern der Schweiz." Das Manager Magazin nannte ihn "einen der besten Asien-Kenner Europas."

## Ausbildung
Als Maschinenbau-Ingenieur promovierte Wolle 1987 an der Technischen Universität Karl-Marx-Stadt (TU Chemnitz).
Die Sächsische Zeitung schreibt 2017 über ihn: „Der Osten steht ihm zu jener Zeit offen, doch er will flüchten, plant das akribisch“. Kurz vor der Wende, im März 1988 sprang er vom anfahrenden Zug im Stuttgarter Hauptbahnhof, welcher ihn zurück in die DDR bringen sollte. Zwar hatte er zu jenem Zeitpunkt einen Doktorgrad in Maschinenbau, aber weder Geld noch Beziehungen, was ihn dazu zwang, wieder von Null zu starten.
Später absolvierte er das Executive Development an der IMD Lausanne (1993 bis 1994) und das Stanford Executive Program der Stanford University (1998). Wolle hält die Verbindung zwischen Technik und Wirtschaft für vorteilhaft: „Das spricht meiner Meinung nach klar für einen Studiengang wie zum Beispiel den des Wirtschaftsingenieurs. Aber auch die Ergänzung einer technischen Ausbildung durch einen MBA halte ich für empfehlenswert.“
Jörg Wolle ist Honorarprofessor für Intercultural Communication an der Westsächsischen Hochschule Zwickau.

## Karriere
Jörg Wolle arbeitete von 1988 bis 1990 als Manager für internationale Projekte für den schwedischen Kugellagerhersteller SKF in Indien, Russland, China und im Iran.
1991 ging er als Direktor Marketing und Verkauf zum Schweizer Handelshaus Siber Hegner in Hongkong und China, welches später in der gegründeten DKSH aufging. 1995 wechselte er zu dessen Hauptsitz in Zürich und wurde 2000 Geschäftsführer und Delegierter des Verwaltungsrats von Siber Hegner. 2002 schloss sich Siber Hegner mit dem Asiengeschäft von Diethelm Keller zur DKSH zusammen. Bilanz-Chefredaktor Dirk Schütz kommentierte dies mit: Wolle "formte aus einer darbenden Vertriebsfirma einen erfolgreichen Dienstleister. Der Betriebsgewinn verfünffachte sich". Er könne "auf ein fast filmreifes Leben zurückblicken". Im März 2017 trat er als CEO von DKSH zurück und wurde dessen Verwaltungsratspräsident. Im März 2019 schliesslich legte er bei DKSH alle Ämter nieder.
Seit Mai 2016 ist Jörg Wolle Präsident des Verwaltungsrates der Kühne + Nagel International AG und seit Juni 2018 Präsident des Verwaltungsrates der Klingelnberg AG.  Zudem ist er Mitglied des Verwaltungsrates von Olam International.
Gemäss Bilanz hat Wolle "im letzten Jahrzehnt ein Investitionsportfolio an wachstumsstarken KMUs aufgebaut, wie der Zuger Cham Group oder Hexagon Components aus Norwegen. Beim Verkauf der Solothurner Hightechfirma Schaffner wurde bekannt, dass die Investoren, darunter Wolle, einen Aufschlag von 65 Prozent auf den Börsenkurs erzielten.
Er war Mitglied der Verwaltungsräte von Louis Dreyfus Company B.V. The Netherlands (2014–2018) und der UBS Ltd, Schweiz (2006–2009).

## Privates
Er ist seit 1987 verheiratet, hat eine volljährige Tochter und lebt in der Ortschaft Herrliberg im Kanton Zürich. (Bilanz, 06/2021)